# Glen Ora

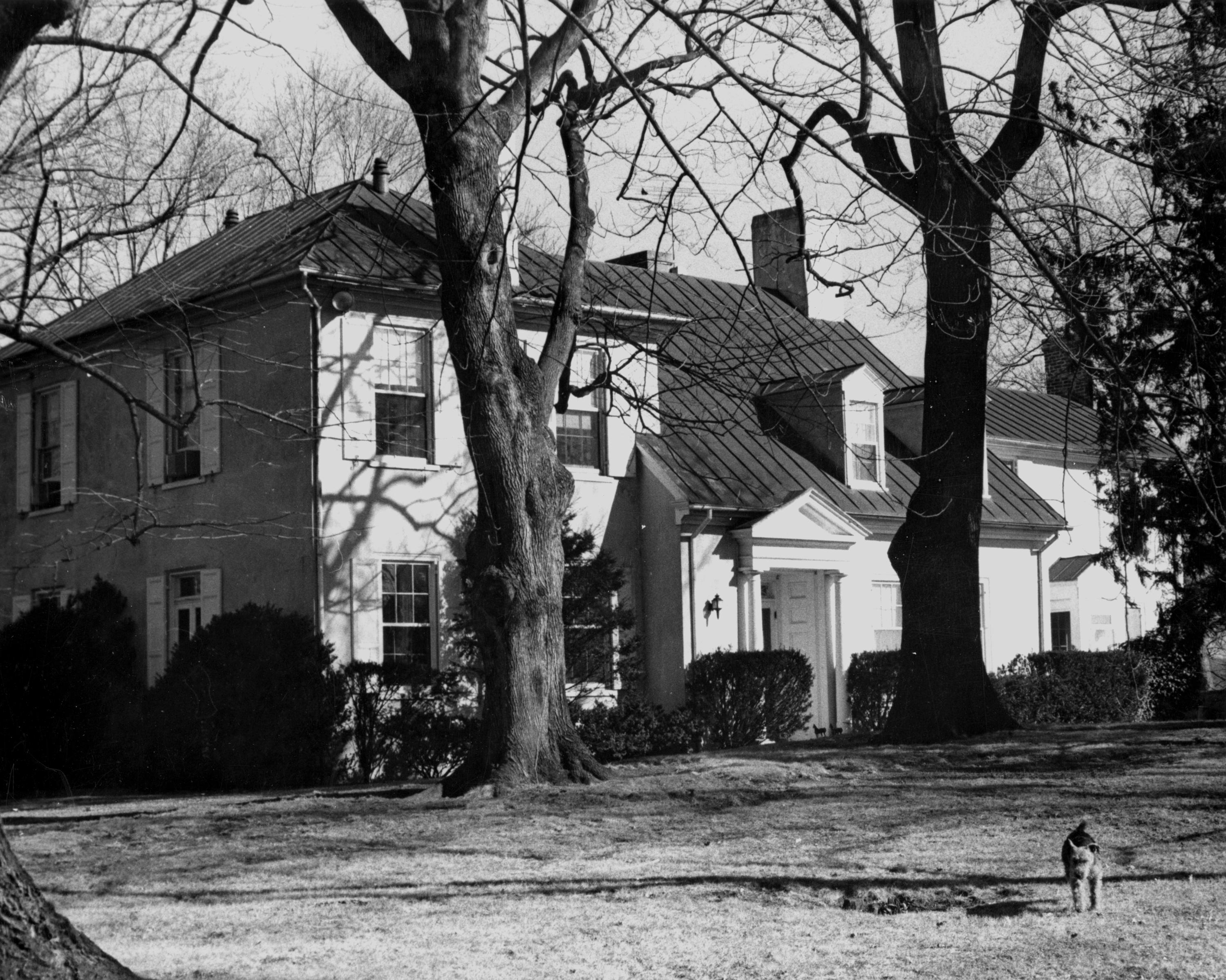
President John F. Kennedy's residence at Glen Ora, Middleburg, Virginia.

Glen Ora, ein 400 Hektar großes Anwesen in Middleburg, Loudoun County, Virginia, wurde um 1815 für Colonel Lloyd Noland erbaut. Es diente 1961–1963 als Landsitz von Jackie und John F. Kennedy. Zudem traf hier die 17-jährige Wallis Simpson, die spätere Herzogin von Windsor, ihren „idealen Verehrer“. Das Anwesen war im Laufe der Geschichte oft mit bemerkenswerten Frauen verbunden.